# Слива сива
Слива сива, мікровишня сива (Prunus incana) — вид квіткових рослин із підродини мигдалевих (Amygdaloideae).

## Біоморфологічна характеристика
Це прямовисний листопадний кущ, 120–250 см у висоту. 

## Поширення, екологія
Ареал: Туреччина, Азербайджан, Вірменія, Грузія, Дагестан, пн.-зх. Іран, пд. Туркменістан. Населяє сухі кам'янисті вапнякові схили та скелі на висоті від 360 до 2400 метрів. 

## Використання
Рослина збирається з дикої природи для місцевого використання як їжі. Іноді його використовують як підщепу та в програмах селекції рослин, а також іноді вирощують як декоративну рослину. Плоди вживають сирими чи приготовленими; вони досить малі. З листя можна отримати зелений барвник. З плодів можна отримати барвник від темно-сірого до зеленого. Оскільки вони досить стійкі до посухи, види цієї секції роду Prunus можуть становити інтерес як посухостійкі підщепи та як джерела посухостійких сортів шляхом схрещування з культурними сортами вишні. Рослина використовується як підщепа для персика культурного (Prunus persica).